# The Mahones
The Mahones sind eine 1990 in Kingston, Ontario gegründete irisch-kanadische Folk-Punk-Band, sie bezeichnet ihren Musikstil selbst als eine Mischung aus Irish Folk, Punkrock und Rock.

## Bandgeschichte
The Mahones wurden 1990 von Finny McConnell gegründet. Ursprünglich sollte es ein Band-Projekt werden, das nur für den Saint Patrick’s Day 1990 ins Leben gerufen wurde. Durch die positive Resonanz während und nach dem Auftritt entschloss sich McConnell, das Projekt dauerhaft weiterzuführen. Im Laufe der Jahre veröffentlichte die Band mehr als zehn Studioalben. Nach eigenen Angaben ist ihre Musik unter anderem beeinflusst von The Clash, The Who und Hüsker Dü. Verschiedene Stücke wurden in mehreren Filmen und Serien, wie beispielsweise The Fighter, Irvine Welsh’s Ecstasy und Dog Park im Soundtrack bzw. als Titelmusik verwendet.

## Diskografie

### Alben
- 1992 Clear The Way
- 1994 Draggin’ the Days
- 1996 Rise Again
- 1999 The Hellfire Club Sessions
- 2001 Here Comes Lucky
- 2003 Live at the Horseshoe
- 2006 Take No Prisoners
- 2010 The Black Irish
- 2012 Angels & Devils
- 2014 A Great Night On The Lash – Live In Italy [Explicit]
- 2014 The Hunger & The Fight
- 2015 The Hunger & The Fight (Part 2)

### Singles
- 1996 100 Bucks
- 1997 Rise Again
- 1999 When It Comes Around
- 1999 This Old Town
- 2001 One Last Shot
- 2006 A Little Bit of Love (zusammen mit der kanadischen Pop-Sängerin Damhnait Doyle)
- 2010 Give It All Ya Got
- 2011 A Great Night on the Lash

### Splits und Kompilationen
- 2003 Paint the Town Red
- 2007 Irish Punk Collection
- 2010 Whiskey Devils – A Tribute to the Mahones